# Гриб, Томаш Томашевич
Тома́ш Тома́шевич Гриб (бел. Тамаш Тамашавіч Грыб, пол. Tomasz Hryb; 7 (19) марта 1895, деревня Поляны Свенцянского уезда Виленской губернии — 21 января 1938 года, Прага, Чехословакия) — белорусский политический и культурный деятель, член Рады Белорусской Народной Республики, редактор белорусской газеты «Родны край».

## Биография
Родился 7 (19) марта 1895 в деревне Поляны Свенцянского уезда Виленской губернии (в настоящее время Островецкого района Гродненской области Республики Беларусь) в бедной крестьянской семье. Окончил местную школу, служил на флоте, после чего продолжил обучение в Петербурге в Психоневрологическом институте академика В. М. Бехтерева под руководством профессора Бронислава Эпимаха-Шипило. Во время революционных событий в России возглавил левое течение в Беларуской Социалистической Громаде (БСГ). Стал одним из инициаторов Первого Всебелорусского съезда в декабре 1917 года. Вошёл в состав временного правительства Белоруссии — Народного секретариата и стал одним из создателем Белорусской Народной Республики, декларация независимости которой была принята 25 марта 1918 года. В правительстве нового государства занял пост министра земледелия.
После распада БСГ из-за разногласий относительно контактов с немецким правительством основал Белорусскую партию социалистов-революционеров. После распада вынужденного союза с большевиками против польских интервентов в 1921 году эмигрировал в Чехию, поселился в Праге. Получил степень доктора по философии в Карловом университете. До конца жизни оставался убеждённым антибольшевиком и антикоммунистом и, в отличие от других белорусских политиков в эмиграции, не принял приглашения вернуться в советскую Белоруссию.
Томаш Гриб активно печатался в различных изданиях и сам был редактором нескольких газет. В 1919 году издавал в Вильно газету «Грамадзянін». Был редактором газеты «Родны край». С 1931 года издавал в Праге политический журнал Iskry Skaryny. Писал статьи по истории. Основал и поддерживал белорусский отдел в Чехословацкой национальной библиотеке, создал и возглавил Белорусский архив в Праге.
Скончался в Праге 21 января 1938 года.

## Личная жизнь
В 1917 году познакомился с Полутой Бодуновой, с которой долгое время имел близкую связь.